# Mikalaj Lukaschenka

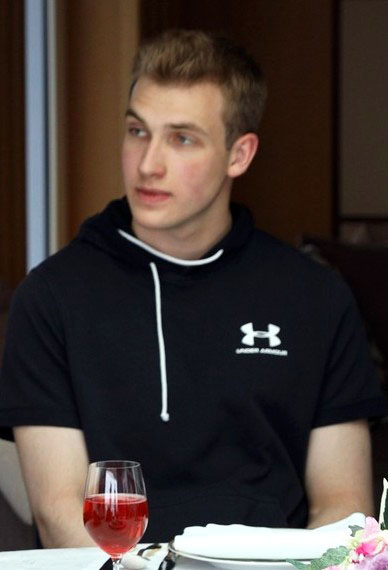
Mikalaj Lukaschenka (2021)

Mikalaj Aljaksandrawitsch Lukaschenka (belarussisch Мікала́й Алякса́ндравіч Лукашэ́нка, russisch Никола́й Алекса́ндрович Лукаше́нко Nikolai Alexandrowitsch Lukaschenko; * 31. August 2004 in Minsk) ist der jüngste Sohn des belarussischen Präsidenten Aljaksandr Lukaschenka.

## Leben

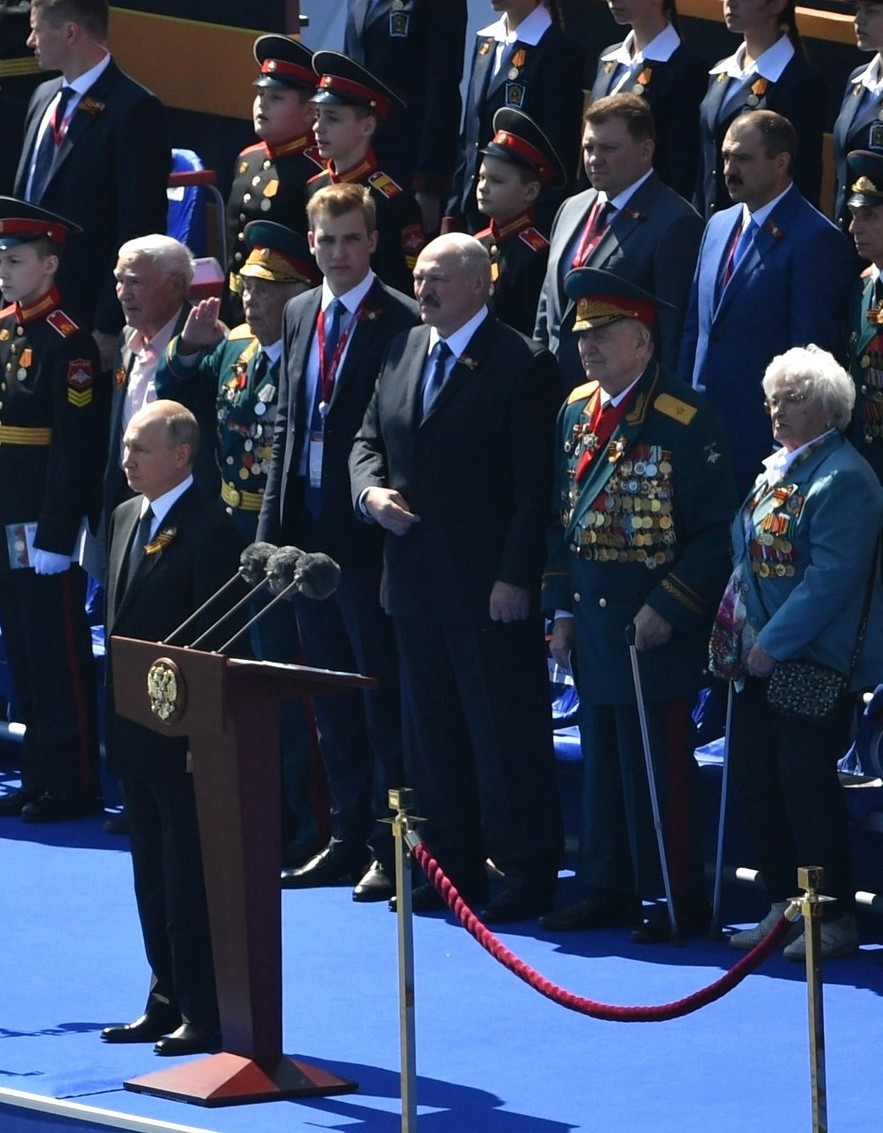
Aljaksandr Lukaschenka mit seinen drei Söhnen an der Moskauer Siegesparade 2020

Mikalaj Lukaschenka wurde 2004 in Minsk geboren. Es ist nicht veröffentlicht, wer Lukaschenkas Mutter ist. Laut einer weit verbreiteten Version ist seine Mutter Iryna Abelskaja, eine ehemalige Leibärztin von Aljaksandr Lukaschenka. Sein Vater ist mit Halina Lukaschenka verheiratet, obwohl angenommen wird, dass das Paar getrennt lebt.
2011 wurde Mikalaj Lukaschenka in der Astraschyzka-Garadozkaja-Sekundarschule eingeschult. Im Jahr 2020 wurde er ins Lyzeum der Belarussischen Staatsuniversität aufgenommen. Im August 2020 soll Nikolai die Schule verlassen haben. Nach Angaben des Belarussischen Ermittlungszentrums absolvierte er ein privates Gymnasium im Minsker Stadtteil Drasdy, das von der von Iryna Abelskaja gegründeten Firma betrieben wurde.
Er trat 2008 als Vierjähriger erstmals in der Öffentlichkeit auf und wurde bekannt, als sein Vater ihn zu offiziellen Zeremonien und Staatsbesuchen mitnahm, darunter Treffen mit dem venezolanischen Präsidenten Hugo Chávez, dem russischen Präsidenten Dmitri Medwedew und Papst Benedikt XVI. Im Jahr 2013 führte eine Erklärung seines Vaters, er werde Präsident von Belarus, zu Spekulationen in der Presse. 2015 nahm Lukaschenka im Alter von 10 Jahren an einer Sitzung der Generalversammlung der Vereinten Nationen teil. Im Juni 2020 nahmen er, sein Vater und seine zwei Brüder Wiktar und Dsmitryi an der Moskauer Siegesparade auf dem Roten Platz teil. Am 23. August 2020, während der Proteste in Belarus 2020, wurden Aufnahmen von Mikalaj Lukaschenko im Unabhängigkeitspalast in Minsk gemacht, wo er mit seinem Vater gezeigt wird, in Militäruniform gekleidet ist und eine Waffe in der Hand hält.
Im August 2024 wurde Nikolai Lukaschenko auf die Sanktionsliste Kanadas gesetzt.